# Phyllodoce flavescens
Phyllodoce flavescens är en ringmaskart som beskrevs av Grube 1857. Phyllodoce flavescens ingår i släktet Phyllodoce och familjen Phyllodocidae. Inga underarter finns listade i Catalogue of Life.